# Campionat Europeu de Salts de 2011
El II Campionat Europeu de Salts es va celebrar del 8 al 13 de març de 2011 a Torí, Itàlia. El campionat es van celebrar al Monumentale Diving Stadium i en total es van celebrar 11 proves, 5 de masculines, 5 de femenines i una per equips mixtes.

## Medallistes

### Masculí
| Event                        | Or                                           | Or     | Plata                                                 | Plata  | Bronze                                   | Bronze |
| 1 m trampolí                 | Evgeny Kuznetsov · Rússia                    | 427.05 | Illya Kvasha · Ucraïna                                | 419.65 | Matthieu Rosset · França                 | 412.15 |
| 3 m trampolí                 | Patrick Hausding · Alemanya                  | 499.40 | Ilya Zakharov · Rússia                                | 493.85 | Evgeny Kuznetsov · Rússia                | 482.35 |
| 10 m plataforma              | Sascha Klein · Alemanya                      | 515.05 | Patrick Hausding · Alemanya                           | 506.10 | Oleksandr Bondar · Ucraïna               | 493.95 |
| 3 m trampolí sincronitzat    | Rússia · Evgeny Kuznetsov · Ilya Zakharov ·  | 454.68 | Alemanya · Patrick Hausding · Stephan Feck ·          | 441.45 | França · Matthieu Rosset · Damien Cely   | 425.37 |
| 10 m plataforma sincronitzat | Alemanya · Sascha Klein · Patrick Hausding · | 467.16 | Ucraïna · Oleksandr Bondar · Oleksandr Gorshkovozov · | 458.34 | Rússia · Victor Minibaev · Ilya Zakharov | 441.15 |

### Femení
| Event                        | Or                                         | Or     | Plata                                            | Plata  | Bronze                                        | Bronze |
| 1 m trampolí                 | Tania Cagnotto · Itàlia                    | 312.05 | Nadezhda Bazhina · Rússia                        | 288.75 | Anna Lindberg · Suècia                        | 287.80 |
| 3 m trampolí                 | Anna Lindberg · Suècia                     | 347.10 | Nadezhda Bazhina · Rússia                        | 325.55 | Tania Cagnotto · Itàlia                       | 324.25 |
| 10 m plataforma              | Noemi Batki · Itàlia                       | 346.35 | Yulia Koltunova · Rússia                         | 327.30 | Maria Kurjo · Alemanya                        | 318.45 |
| 3 m trampolí sincronitzat    | Itàlia · Tania Cagnotto · FRAsca Dallapè · | 320.40 | Rússia · Nadezhda Bazhina · Svetlana Filippova · | 317.13 | Alemanya · Katja Dieckow · Uschi Freitag      | 295.50 |
| 10 m plataforma sincronitzat | Rússia · Yulia Koltunova · Darya Govor ·   | 322.26 | Alemanya · Nora Subschinski · Christin Steuer ·  | 317.76 | Ucraïna · Iuliia Prokopchuk · Alina Chaplenko | 315.24 |

### Mixt
| Event      | Or                                         | Or     | Plata                                      | Plata  | Bronze                                            | Bronze |
| Per equips | Rússia · Yulia Koltunova · Ilya Zakharov · | 411.00 | França · Audrey Labeau · Matthieu Rosset · | 408.60 | Ucraïna · Olena Fedorova · Oleksandr Gorshkovozov | 358.40 |

## Medaller
| Pos.  | País     | Or | Plata | Bronze | Total |
| 1     | Rússia   | 4  | 5     | 2      | 11    |
| 2     | Alemanya | 3  | 3     | 2      | 8     |
| 3     | Itàlia   | 3  | 0     | 1      | 4     |
| 4     | Suècia   | 1  | 0     | 1      | 2     |
| 5     | Ucraïna  | 0  | 2     | 3      | 5     |
| 6     | França   | 0  | 1     | 2      | 3     |
| Total | Total    | 11 | 11    | 11     | 33    |

## Nacions Participants
103 atletes de 22 nacions van competir.
| - Àustria (1) - Belarus (5) - Croàcia (1) - Finlàndia (3) - França (5) - Geòrgia (3) - Alemanya (10) - Grècia (4) | - Hongria (6) - Itàlia (12) - Lituània (2) - Països Baixos (3) - Noruega (3) - Polònia (3) - Romania (3) | - Rússia (11) - Sèrbia (1) - Espanya (2) - Suïssa (3) - Suècia (6) - Ucraïna (9) - Great Britain (9) |